# El Joncar
|  | Per a altres significats, vegeu «mas el Joncar». |

El Joncar és un paratge al terme municipal de Bigues i Riells, al Vallès Oriental, dins del territori del poble de Riells del Fai. És a prop i al nord-est de la masia de Can Quintanes, al vessant de ponent del Turó Roig, al nord-oest del Serrat de Can Quintanes.